# Monochamus luteodispersus
Monochamus luteodispersus là một loài bọ cánh cứng trong họ Cerambycidae.